# Battlestar Galactica: Razor
Battlestar Galactica: Razor è un film per la televisione del 2007 diretto da Félix Enríquez Alcalá, il primo tratto dalla serie televisiva Battlestar Galactica del 2004.

## Trama
Razor ha luogo durante i primi giorni di Lee Adama come comandante della Pegasus (dopo l'episodio Onore al merito ma prima dell'episodio Missione 2 Alpha) e utilizza dei flashback per mostrare il comportamento dell'Ammiraglio Helena Cain durante e subito dopo l'attacco Cylone, così come gli eventi avvenuti durante l'ultimo giorno della prima Guerra Cylone.
La puntata si apre con la proclamazione di Lee Adama come nuovo comandante della Pegasus, che nomina Kara Thrace come capopiloti e Kendra Shaw, ufficiale molto legato al defunto Ammiraglio Cain, come vice-comandante. In una serie di flashback si osserva il comportamento dell'Ammiraglio Cain sulla Pegasus subito dopo l'assalto Cylone su Caprica, il suo desiderio di vendetta dopo la distruzione completa delle colonie e il rapporto tra lei e il tenente Shaw che si rafforza progressivamente.
La prima missione di Lee Adama come comandante della Pegasus è quella di recuperare una missione scientifica dispersa, durante un attacco di caccia Cyloni di vecchio tipo, molto simili a quelli della serie originale, i rapporti già difficili tra Kara Thrace e il maggiore Shaw si esacerbano quando quest'ultima ordina un fuoco di sbarramento che mette in pericolo l'incolumità dei Viper sotto il comando di Scorpion. Nel flashback seguente si mostra il momento in cui l'Ammiraglio Cain sparò al suo vice-comandante in seguito al suo rifiuto di eseguire un suo ordine; durante l'assalto Cylone successivo, la copia di Numero Sei presente sulla Pegasus viene scoperta e catturata.
Sulla Pegasus di Lee Adama la pilota Sharon Valerii, osservando la carcassa del caccia abbattuto, ricorda una leggenda su un gruppo di centurioni destinati a sorvegliare il primo ibrido costruito dai Cyloni all'inizio dei loro tentativi di imitare la razza umana. L'Ammiraglio Adama ricorda allora una missione della sua gioventù in cui trovò le tracce di quello stesso ibrido insieme a esseri umani prigionieri tenuti come cavie. Probabilmente anche la loro missione scientifica sta subendo lo stesso destino. L'ammiraglio Adama, essendo l'unico ad avere già avuto a che fare con il primo ibrido, si trasferisce sulla Pegasus come consigliere del figlio. La spedizione verso la base avversaria verrà guidata da Kara Thrace e da Kendra Shaw su un Raptor, mentre le forze avversarie saranno distratte dalla Pegasus.
In una serie di flashback si ripercorrono gli eventi che hanno portato alle umiliazioni patite dalla Numero Sei della Pegasus e all'incontro della Pegasus con una serie di navi civili umane sopravvissute al primo assalto Cylone. In quell'occasione l'ammiraglio Cain predispose liste di materiali e persone da imbarcare dalle navi civili per poi lasciarle al loro destino. Per fare eseguire gli ordini venne ordinata una strage di civili attuata da un'unità di cui faceva parte anche Kendra Shaw.
La squadra di assalto abborda la base avversaria e riesce a recuperare il team scientifico prigioniero, ma la testata nucleare che hanno con sé per distruggere il primo ibrido viene danneggiato e può essere fatto detonare soltanto manualmente. Il sacrificio di Kendra Shaw, gravemente ferita in uno scontro con centurioni Cyloni, permette la distruzione della base nemica.
Prima di azionare la testata, Kendra Shaw incontra il primo ibrido: il militare cerca l'assoluzione per avere iniziato la strage di civili vista in precedenza e l'ibrido le comunica una profezia in cui Kara Thrace è destinata a guidare la razza umana verso la sua fine. La Shaw cerca di comunicare con la Pegasus ma i Cyloni disturbano le trasmissioni, e il suo ultimo atto è fare esplodere la testata nucleare. La puntata si chiude con la proposta di Kara Thrace per un encomio ufficiale postumo per Kendra Shaw.